# Joan Viladomat i Massanas
Joan Viladomat i Massanas (Manlleu, 8 de febrer de 1885 - Barcelona, 19 de desembre de 1940 a conseqüència d'una pulmonia) fou un músic i compositor català.

## Biografia

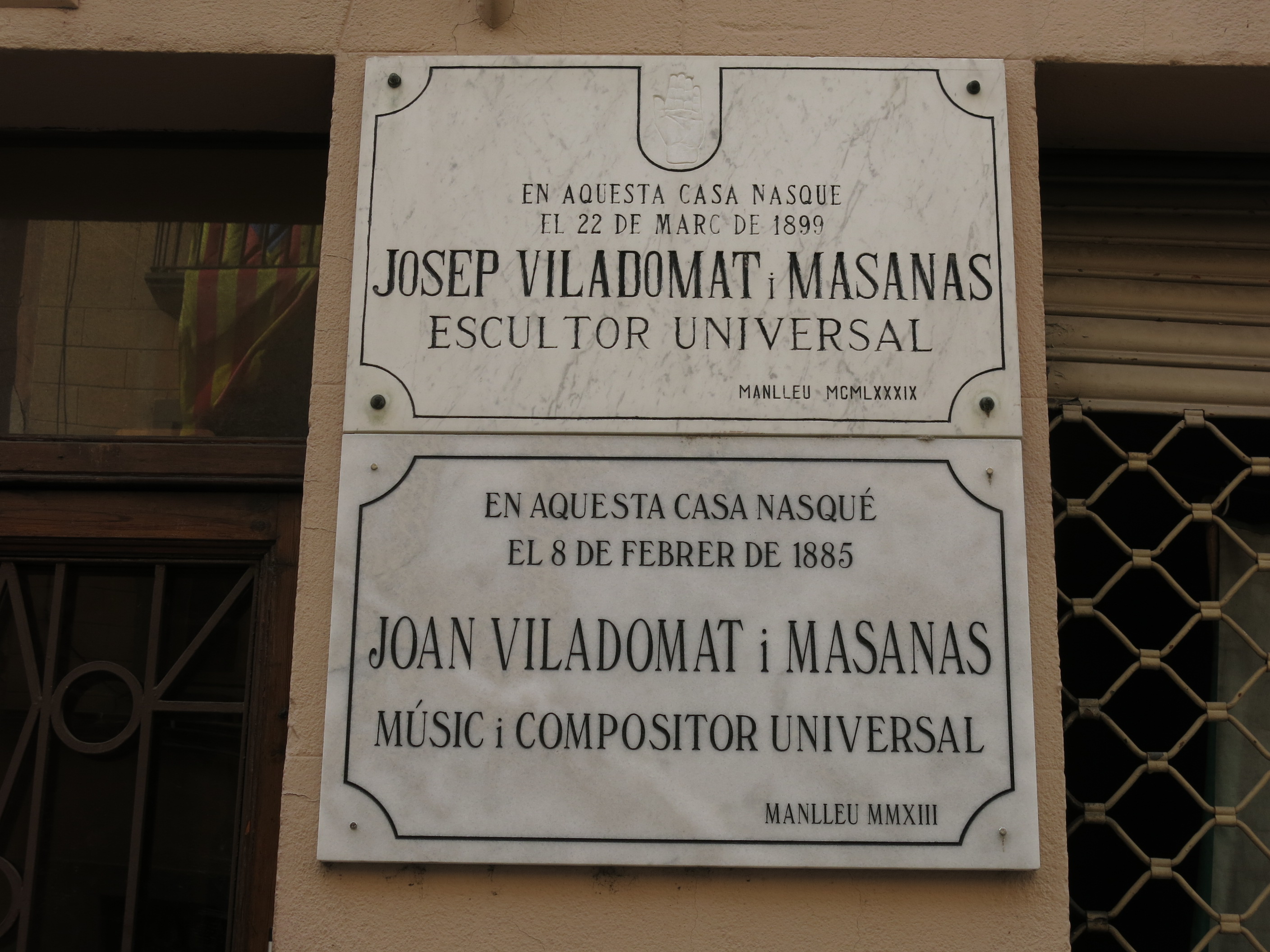
Placa a la casa natal dels germans Viladomat, al carrer del Pont núm. 44 de Manlleu

La mare, Ramona Massanas, era manlleuenca, mentre que el pare, Pere Viladomat, era originari de Saldes i regentava una barberia al carrer del Pont. En Joan estudià al col·legi La Salle i al seminari de Vic, i les primeres classes de solfeig les rebé a l'Escola municipal de música de Manlleu. Es matriculà al conservatori del Liceu de Barcelona (on estudià piano) el 1906-1907. El 1908 es casà amb Ramona Mercader, estanquera.
Josep Viladomat, el seu germà escultor, explicava que la família hagué de marxar de Manlleu arran de la Setmana Tràgica de 1909, però que en Joan i la seva esposa Ramona romangueren a la vila natal. El 1910 tingueren un fill, Esteve Viladomat Mercader, futur compositor i músic professional. Poc després el matrimoni i el nounat s'instal·laren a Barcelona i, a partir de 1910, vivint al carrer del "Conde del Asalto", 106, 3r pis. (actualment "Nou de la Rambla"), a tocar l'immoble del Teatre Arnau. Va fundar la seva pròpia acadèmia de varietats, "La Colosal", i donava classes a les tardes de tres a nou, a raó d'un duro de plata per cada lliçó. En Viladomat feia diners llargs, però el ritme de la vida bohèmia que menava els exhauria ràpidament: sovint sortia de nit i tornava a casa a l'hora d'esmorzar.

## Obres principals
El llegat del compositor conté més de 500 obres manuscrites, un centenar llarg de títols impresos, i una vintena de discos de pedra amb cançons seves. En total va arribar a compondre cap a un miler de títols. A banda, l'arxiu familiar també comprèn una col·lecció de llibretes manuscrites amb les lletres dels cuplets que feia servir per a les alumnes de l'acadèmia que regentava al pis de Barcelona. En moltes partitures hi consten altres músics, sobretot Vicenç Pastallé. També Joan Misterio (pseudònim de Joan Casas i Vila), Félix Garzo i Gerardo Alcázar. Les lletres deixen entreveure un treball col·lectiu i recullen descarnades sàtires sobre el feminisme, l'homosexualitat, el catalanisme, el cubisme o l'aparició del cinema sonor. Hi ha melodies emotives dedicades a Catalunya. Però també va compondre molts pasdobles.

### Obres principals
Sardanes
Autor d'una vintena de sardanes, entre les quals destaca Catalunya plora, dedicada a la mort d'Àngel Guimerà, La sardana republicana, Empordà lliure i La sardana d'en Manelic.
Tangos

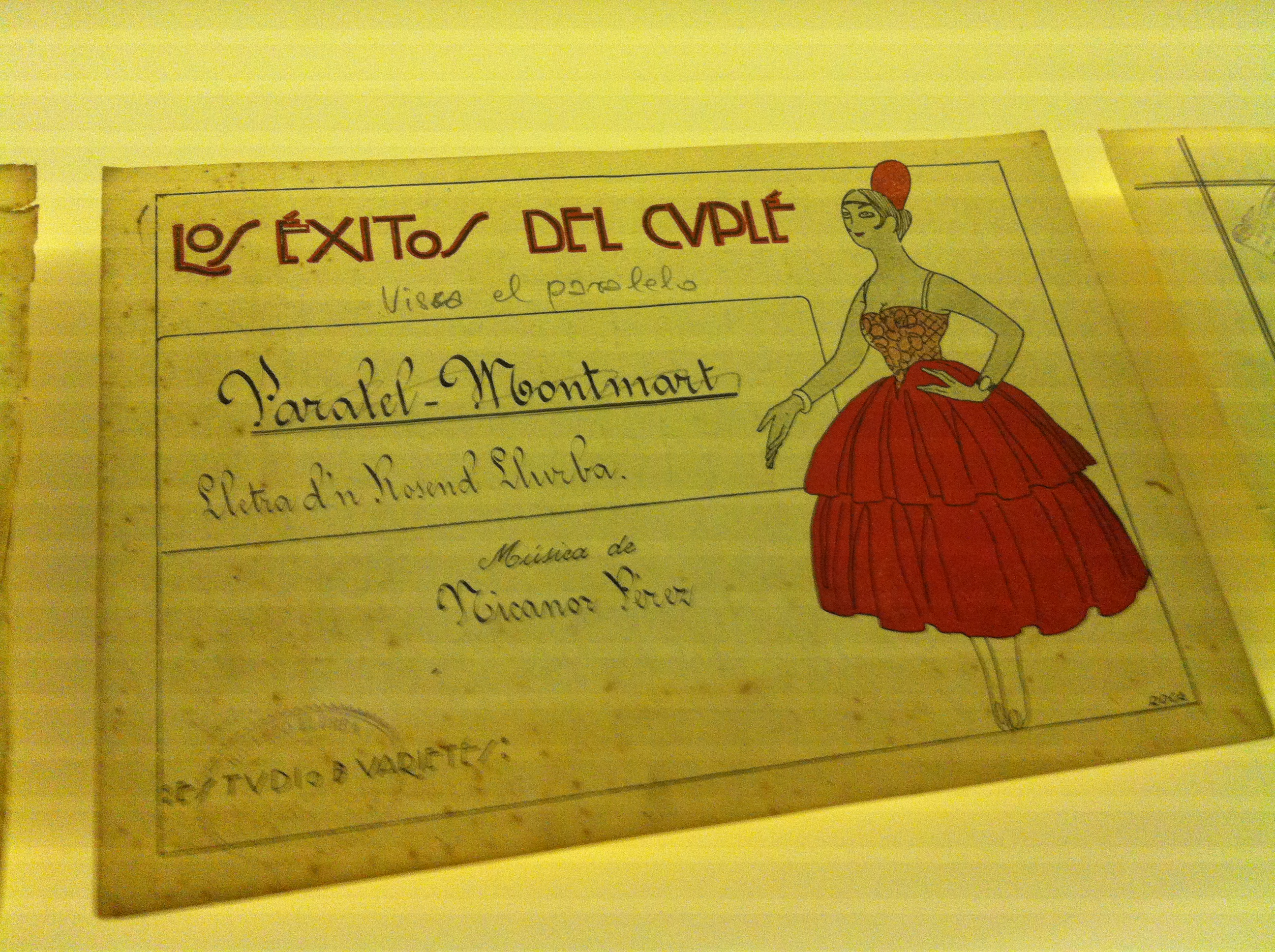
Partitura original de Viladomat en una exposició sobre l'Avinguda del Paral·lel al CCCB

Fumando espero, amb lletra de Félix Garzo, és la seva obra més coneguda. Va ser escrita amb un rerefons de sàtira política. Així, al desembre de 1923, al teatre Victòria de Barcelona, s'estrenà una revista musical titulada La nueva España. El tango aparegué publicat el 1928 a la revista El alma que canta de Buenos Aires, i el mateix any El eco de España acollí una extensa entrevista a Viladomat amb foto. L'elenc internacional The Mexicans el popularitza a aquell país. N'hi ha centenars de versions, encara que la més coneguda és la que Juan de Orduña al film El último cuplé (1957) feu cantar a Sara Montiel. És una simbiosi de melodia i síncopes rítmiques. Segons la SGAE, en els cinc anys 2006-2010 aportà drets d'execució provinents de reproduccions fonogràfiques, cinema, televisió i descàrregues per internet generats a països com l'Argentina, Xile, França, Colòmbia, els EUA, Brasil, Canadà, la Gran Bretanya, Sèrbia, els Països Baixos, Portugal, Equador, Bèlgica, Suïssa, Alemanya, Bolívia, Turquia, el Japó, entre d'altres.
El tango de la cocaína: èxit estrenat al Teatre Victòria de Barcelona el 29 d'octubre de 1926 amb més de cinc-centes funcions; i es torna a representar al Teatre Apol·lo també de Barcelona el 1930. L'espectacle porta el subtítol sketch guiñolesco en cuatro visiones. El llibret és de Josep Amich i Bert, Amichatis.

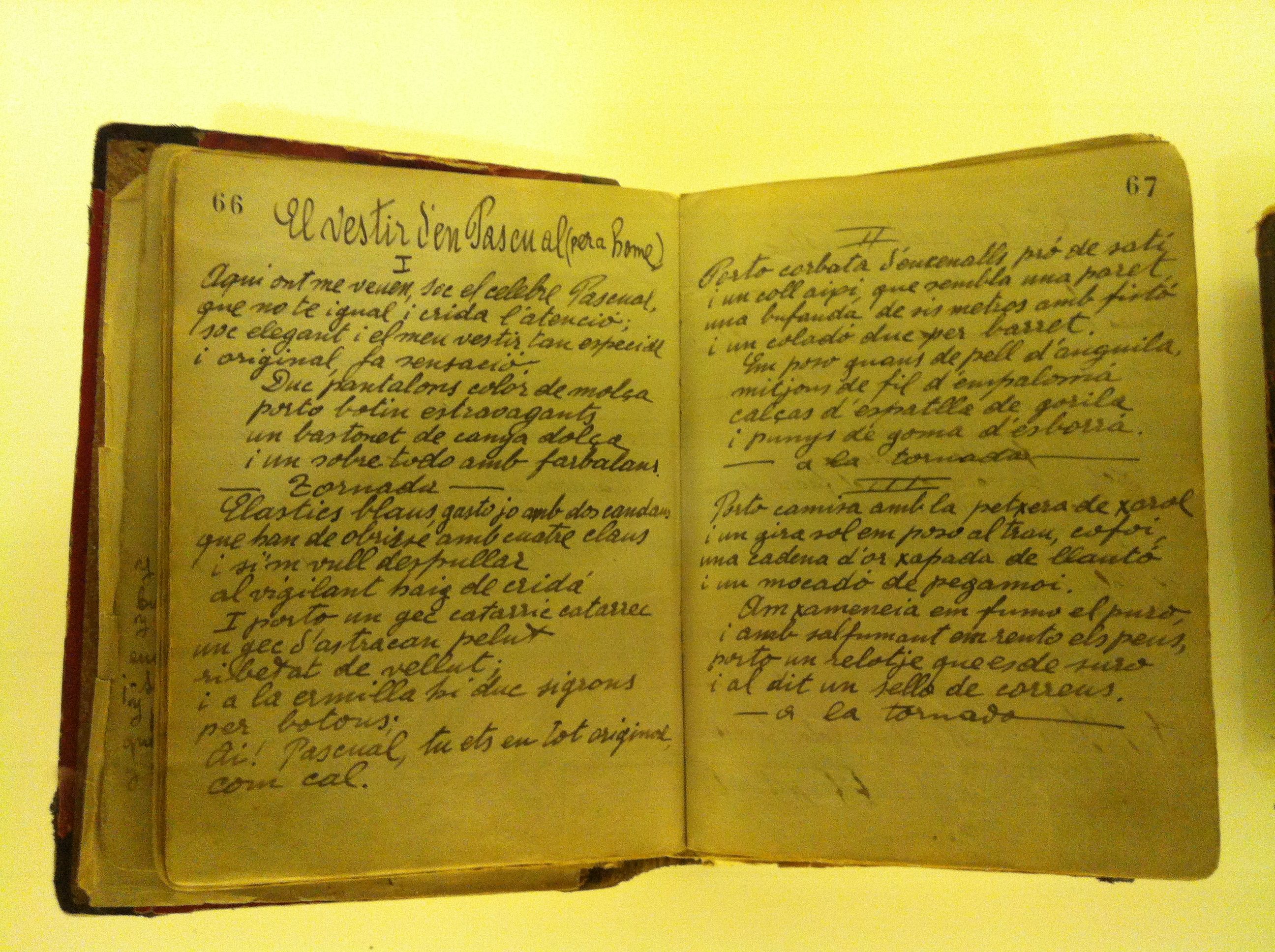
Manuscrit amb el vestir d'en Pasqual

#### Foxtrot i pasdobles
El foxtrot de las campana (1918): segons la família l'editor amb els guanys es va fer una casa i en feia publicitat així: el favorito de todos los salones, casinos, etc., un acontecimiento sin igual, 2.500 ejemplares vendidos en 42 días. L'editorial alemanya Bote & Bock el convertí en un èxit en els cabarets del Berlín d'entreguerres (1918-1939), i en comprà a "Musical Emporium" els drets per a Alemanya, Àustria, Hongria, Polònia, Rússia, Txecoslovàquia (actuals Txèquia i Eslovàquia), Dinamarca, Suècia, Noruega, Finlàndia, Països Baixos, la Suïssa alemanya i Gran Bretanya. Publicà quatre edicions, una de les quals per a orquestra simfònica.
També és autor dels pasdobles Raza torera, Luz de España, La verónica i Leones de España.

#### Sarsueles
El alcalde Grifones, conservada a l'arxiu familiar, i una trentena de títols més.

#### Cuplets
El regreso. El 1920, La Veu de Catalunya informava que un editor francès n'havia comprat els drets i que ja triomfava als bulevards de París.
El vestir d'en Pasqual (lletra de Joan Misterio)

## Editors
- Ildefonso Alier de Madrid
- Musical Emporium de Barcelona
- Bote & Bok (Berlín)